# 杰里米·莫尔德
杰里米·R·莫尔德（英語：Jeremy R. Mould，1949年7月31日—），出生于布里斯托尔，澳大利亚天文学家。目前在斯威本科技大学天体物理学和超级计算中心工作。莫尔德曾是澳大利亚国立大学和美国国家光学天文台的主任。他是墨尔本大学的荣誉教授研究员。

## 早年生活
莫尔德于1963年移民至澳大利亚。他毕业于墨尔本大学，并在澳大利亚国立大学获得了博士学位。他是基特峰国家天文台的研究员和加州理工学院的教授。